# Albertateri
L'albertateri (Albertatherium) és un gènere de mamífers extints de la família dels alfadòntids. Aquest parent proper dels opòssums visqué durant el Cretaci superior. Se n'han trobat restes fòssils a Alberta (Canadà), que en aquella època es trobava uns 4° més al nord que en l'actualitat. Es tractava d'un animal arborícola que tenia una dieta omnívora.